# Višegrad
Višegrad (Servisch: Вишеград) is een gemeente (21.199 inwoners, 1991) en stadje in het oostelijk deel van de Servische Republiek in Bosnië en Herzegovina.
De stad ligt aan de rivier de Drina. De brug over de Drina, de Mehmed Paša Sokolovićbrug, stamt uit de tijd van het Osmaanse Rijk en staat sinds 2007 op de Werelderfgoedlijst van UNESCO.

## Bosnische oorlog
In Višegrad begingen troepen van de Bosnisch-Servische leider Radovan Karadzic ernstige oorlogsmisdaden en etnische zuiveringen. Volgens overlevenden werden in mei 1992 honderden burgers afgeslacht op de oude brug en gedumpt in de rivier Drina. In juni 1992 werden 65 vrouwen en kinderen levend verbrand in een huis in de straat Pionirska in Višegrad. Een van de verantwoordelijken voor deze misdaden, Milan Lukic, werd in februari 2006 uitgeleverd aan het Joegoslavië-tribunaal in Den Haag. In juli 2009 werd hij schuldig bevonden aan uitroeiing en veroordeeld tot levenslange gevangenisstraf. Volgens het Tribunaal was bewezen dat hij eigenhandig vele moslims  wegens hun religie levend had verbrand en dat hij slachtoffers die probeerden te vluchten in koelen bloede had neergeschoten.